# Суэди, Шай
Рубертша́й Доми́нгес да Ро́ша Фи́льо (порт.-браз. Roobertchay Domingues da Rocha Filho), более известный как Шай Суэ́ди (порт.-браз. Chay Suede; род. 30 июня 1992, Вила-Велья, Эспириту-Санту) — бразильский актёр, предприниматель, певец и композитор. Он получил известность после участия в пятом сезоне реалити-шоу «Идолы» (2010), в котором занял четвёртое место. Потом он присоединился к актёрскому составу теленовеллы «Мятежники» (2011—2012), а затем и к музыкальной группе «Rebeldes», которая с 2011 по 2013 год вышла из сюжета в реальную жизнь.